# Android 1.1
Android 1.1 (також неоф. Android Petit Four або Android Banana Bread) — друга версія Android, випущена 9 лютого 2009 року. Це оновлення було орієнтоване виключно для моделі HTC Dream. Оновлення виправило помилки, змінило API та додало низку інших функцій.

## Історія
У лютому 2009 року вийшло перше накопичувальне оновлення Android 1.1. Загалом, це було мінорне оновлення, яке не принесло великих змін, але додало кілька функцій. Наприклад, з'явився голосовий пошук Google Voice Search, у магазині Play Market можна було продавати платні додатки, Google Карти отримали підтримку Google Latitude. Крім цього, з'явилася підтримка оновлень прошивки "по повітрю". Саме тоді в меню налаштувань було введено пункт "Про телефон".

## Нові можливості та зміни
1. Виправлення кількох проблем.
2. Зміни в API.
3. Додано подробиці та відгуки до карт.
4. Збільшено період вимкнення екрана під час використання в режимі телефона.
5. Додано кнопки "Show" і "Hide" у меню виклику.
6. Додано підтримку збереження вкладень з MMS. А також функція Voiceover.
7. Додано підтримку міток у розкладках.